# Gnatómetro
Un gnatómetro es un aparato de registro intraoral para la eficiente determinación de la mordida en pacientes edéntulos.
El trazo de punta se utiliza para corroborar la posición oclusal en forma rápida y fácil. 
La precisión de esta técnica es particularmente importante en la fabricación de prótesis dentales soportadas por implantes. Es un instrumento esterilizable y de múltiples usos.
El gnatómetro también se utiliza para realizar mediciones de mandíbula en antropología.